# Phasicnecus gregorii
Phasicnecus gregorii är en fjärilsart som beskrevs av Butler 1894. Phasicnecus gregorii ingår i släktet Phasicnecus och familjen Eupterotidae. Inga underarter finns listade i Catalogue of Life.